# Simi II
Simi II est un village de la commune de Dir situé dans la région de l'Adamaoua et le département du Mbéré au Cameroun.

## Population
En 1967, Simi II comptait 221 habitants, principalement Gbaya. Lors du recensement de 2005, 890 personnes y ont été dénombrées.